# 4-Метиламинорекс
4-Метиламинорекс (жарг. U4Euh — «эйфория», Ice) — химическое соединение, производное аминорекса. Обладает структурным сходством с амфетаминами. Производит психостимулирующее действие и используется в качестве наркотика. Может вызывать опасное необратимое осложнение — лёгочную гипертензию.

## Изомеры
4-метиламинорекс может существовать в виде четырёх изомеров: цис-4R,5S, цис-4S,5R, транс-4S,5S, транс-4R,5R.

## Механизм действия
4-метиламинорекс увеличивает выброс дофамина и серотонина в прилежащем ядре. Активность различных изомеров отличается:
- стимуляция выброса дофамина: транс-4S,5S > цис-4S,5R ≈ цис-4R,5S > транс-4R,5R,
- стимуляция выброса серотонина: цис-4S,5R > транс-4S,5S ≈ цис-4R,5S > транс-4R,5R.

## Дозировка и продолжительность
Согласно данным Erowid, пероральная лёгкая дозировка 4-метиламинорекса — 5—10 мг, средняя дозировка — 10—25 мг. Продолжительность действия — 10—16 часов.
Средняя интраназальная дозировка — 10—20 мг с более ранним началом действия (20—40 мин). Продолжительность 5—10 часов.
ЛД₅₀ — 17 мг/кг для мышей.

## Правовой статус
В России внесён в список наркотических средств и психотропных веществ, оборот которых запрещён (Список I).